# LocoMundo
LocoMundo es un programa de televisión español que se emitió en el canal #0 (ya desaparecido) de la plataforma Movistar+. Fue un noticiario humorístico presentado por Quequé desde 2018, anteriormente por David Broncano, que se estrenó el 20 de septiembre de 2016. El programa se emitía los martes de cada semana a las 22:00, con una duración de 25 minutos. Su última emisión fue el 8 de junio de 2021.

## Historia
Tras el éxito en la Cadena SER de su programa radiofónico La vida moderna y sus apariciones en A vivir que son dos días, David Broncano dio el salto a la televisión privada colaborando en el programa de Andreu Buenafuente Late Motiv. A raíz de esto, las empresas productoras del programa, Movistar+ y El Terrat, le ofrecen realizar un programa propio en la misma cadena, naciendo así LocoMundo.
Los colaboradores del programa eran Valeria Ros, Ignatius Farray, Dani Rovira, Jorge Ponce, Raúl Cimas, Rober Bodegas, Alberto Casado, Paco Calavera y Pablo Ibarburu, pudiendo ser invitado algún famoso a participar en la sección de este último colaborador mencionado.
El programa, visualmente, está compuesto por una zona de monólogo frente a las gradas del público, una pantalla gigante donde se muestran imágenes y vídeos, una mesa para las secciones de Quequé y Ricado Castella y ciertos elementos decorativos tales como pueden ser un cohete y un astronauta, aunque no están visibles en todos los programas. También se colocan elementos virtuales en forma de pantalla donde se muestran montajes o vídeos.
La primera temporada de LocoMundo comenzó a emitirse el 20 de septiembre de 2016, finalizando esta, tras 35 programas, el 23 de mayo de 2017. La segunda temporada tuvo comienzo el martes 12 de septiembre de 2017. 
La emisión no es en directo, es un programa grabado. Unas horas después de la emisión del programa se sube al canal oficial de #0 dividido en sus respectivas secciones. Las grabaciones del programa se realizan los viernes de cada 15 días, de 13:00 a 15:00 aproximadamente, en los estudios centrales de Movistar+ situados en la localidad madrileña de Tres Cantos.
La dirección del programa estaba a cargo del propio David Broncano y Ricardo Castella, de la realización se encargaba David Olivares y de la producción ejecutiva Xen Subirats.
David Broncano, por su trabajo en Late Motiv y LocoMundo, ganó el premio a "Lo más gracioso del año" en los premios FesTVal (Festival Nacional de Televisión de España) 2017.
En la tercera temporada, Quequé se convierte en el presentador del programa, porque David Broncano abandona el mismo, y comienza a presentar y dirigir el programa La resistencia. En la tercera y cuarta temporada colaboran Valeria Ros y Pablo Ibarburu.
Desde la quinta temporada, el programa se comenzó a grabar en el Teatro Arlequín de la Gran Vía de Madrid (el mismo que el de La resistencia), y contaba con dos invitados para hablar sobre el tema del programa, en vez de colaboradores fijos.
     Presentador
     Colaborador
| Equipo del programa       | Temporadas | Temporadas | Temporadas | Temporadas | Temporadas | Temporadas |
| Equipo del programa       | 1          | 2          | 3          | 4          | 5          | 6          |
| Equipo del programa       | 2016/17    | 2017       | 2018       | 2018/19    | 2020       | 2021       |
| ------------------------- | ---------- | ---------- | ---------- | ---------- | ---------- | ---------- |
| David Broncano            |            |            |            |            |            |            |
| Ricardo Castella          |            |            |            |            |            |            |
| Héctor de Miguel "Quequé" |            |            |            |            |            |            |
| Valeria Ros               |            |            |            |            |            |            |
| Pablo Ibarburu            |            |            |            |            |            |            |

## Secciones con David Broncano
- Cabecera: Con ella comienza el programa, la sintonía es la canción "Rock de Europa", interpretada por Moris, de su álbum Fiebre de vivir (1978).

- Monólogo introductorio: Monólogo breve donde Broncano da la bienvenida e introduce algún tema de actualidad.

- Monólogo temático: Aquí se desarrolla el tema a tratar durante todo el programa en clave de humor. Incluye vídeos, imágenes y montajes fotográficos para aportar dinamismo.

- Irse lejos: Sección locutada por Jorge Ponce donde se muestra de manera satírica que no hace falta irse a otro país para disfrutar de lugares fantásticos.

- Ignatius del desierto: Ignatius Farray, vestido con chaleco, sombrero de copa y portando un bastón, habla de un tema en concreto sin pelos en la lengua.

- Quequé: Sección que se desarrolla en la mesa del programa, donde se amplía el tema principal del programa.

- Ricardo Castella: Al igual que Quequé, amplía el tema principal desde la mesa del programa.

- El mundo es la po***: Sección dirigida por Jorge Ponce donde se muestra, mediante montajes de vídeo, curiosidades de ciertas culturas, colectivos o profesiones.

- A bote pronto con Dani Rovira: Quequé y Rovira se sientan uno frente a otro e improvisan sobre un tema concreto que el humorista desconoce por completo.

- Original Criminals: Raúl Cimas hace un reportaje ficticio simulando una investigación policíaca.

- Informe Calavera: Sección protagonizada por el cómico Paco Calavera, que habla de temas de actualidad internacional.

- Palabras mayores: Parodia de los programas de temática paranormal presentada por Paco Calavera. Puede incluir la participación de algún personaje famoso en ciertas ediciones.

- ¿Quién gana a hostias?: Sección donde se enfrenta bélicamente (dentro de la ficción) a dos países que no tienen ningún conflicto. Se le otorgan puntos a cada uno y al final se dictamina un ganador.

- Gente mejor: Sección llevada a cabo por el dúo cómico Pantomima Full, formado por Rober Bodegas y Alberto Casado.

- Monólogo de clausura: Despedida del programa haciendo mención a lo acontecido con un gag final, normalmente.

## Secciones con Quequé
- Monólogo introductorio

- El Mundo Today: Pieza informativa con noticias ficticias sobre el tema de esa semana.

- Valeria Ros: Sección que se desarrolla en la mesa del programa, donde se amplía el tema principal del programa (3.ª y 4.ª temporada).

- Pablo Ibarburu: Amplia el tema del programa con un toque de humor satírico (3.ª y 4.ª temporada).

- United Unknown: Pieza de edición con carácter política que hace una reflexión sobre la actualidad.

- Lo hay en el mundo: Jorge Ponce trata un aspecto del tema que se trata esa semana y le da una calificación (3.ª y 4.ª temporada).

## Temporadas

### Primera temporada (2016-2017)
| N.º total | N.º temp. | Tema del programa                | Hashtag      | Fecha de emisión |
| --------- | --------- | -------------------------------- | ------------ | ---------------- |
| 1         | 1         | Nacionalismo                     | #LocoMundo1  | 20/09/2016       |
| 2         | 2         | Superpoblación                   | #LocoMundo2  | 27/09/2016       |
| 3         | 3         | La seguridad                     | #LocoMundo3  | 04/10/2016       |
| 4         | 4         | El día de la hispanidad          | #LocoMundo4  | 11/10/2016       |
| 5         | 5         | Portugal                         | #LocoMundo5  | 18/10/2016       |
| 6         | 6         | Maltrato animal                  | #LocoMundo6  | 25/10/2016       |
| 7         | 7         | Democracia                       | #LocoMundo7  | 08/11/2016       |
| 8         | 8         | La muerte                        | #LocoMundo8  | 15/11/2016       |
| 9         | 9         | Haters                           | #LocoMundo9  | 22/11/2016       |
| 10        | 10        | La corrupción                    | #LocoMundo10 | 29/11/2016       |
| 11        | 11        | La libertad de expresión         | #LocoMundo11 | 13/12/2016       |
| 12        | 12        | Greatest hits (Mejores momentos) | #LocoMundo12 | 20/12/2016       |
| 13        | 13        | Drogas                           | #LocoMundo13 | 10/01/2017       |
| 14        | 14        | Ultraderecha                     | #LocoMundo14 | 17/01/2017       |
| 15        | 15        | Jeques                           | #LocoMundo15 | 24/01/2017       |
| 16        | 16        | Los indígenas                    | #LocoMundo16 | 31/01/2017       |
| 17        | 17        | Posverdad                        | #LocoMundo17 | 07/02/2017       |
| 18        | 18        | Desigualdad                      | #LocoMundo18 | 14/02/2017       |
| 19        | 19        | Biohacking                       | #LocoMundo19 | 21/02/2017       |
| 20        | 20        | Los límites del humor            | #LocoMundo20 | 28/02/2017       |
| 21        | 21        | Coaching                         | #LocoMundo21 | 07/03/2017       |
| 22        | 22        | Economías colaborativas          | #LocoMundo22 | 14/03/2017       |
| 23        | 23        | Alimentación                     | #LocoMundo23 | 21/03/2017       |
| 24        | 24        | China                            | #LocoMundo24 | 28/03/2017       |
| 25        | 25        | Dictadores                       | #LocoMundo25 | 04/04/2017       |
| 26        | 26        | Amor milenial                    | #LocoMundo26 | 18/04/2017       |
| 27        | 27        | Fe y creencias                   | #LocoMundo27 | 25/04/2017       |
| 28        | 28        | Periodismo                       | #LocoMundo28 | 02/05/2017       |
| 29        | 29        | Ciberacoso                       | #LocoMundo29 | 09/05/2017       |
| 30        | 30        | Eutanasia                        | #LocoMundo30 | 16/05/2017       |
| 31        | 31        | F.B.I.                           | #LocoMundo31 | 23/05/2017       |
| 32        | 32        | Gentrificación                   | #LocoMundo32 | 30/05/2017       |
| 33        | 33        | Chefs                            | #LocoMundo33 | 06/06/2017       |
| 34        | 34        | Industria musical                | #LocoMundo34 | 13/06/2017       |
| 35        | 35        | Cambio climático                 | #LocoMundo35 | 20/06/2017       |

### Segunda temporada (2017)
| N.º total | N.º temp. | Tema del programa      | Hashtag      | Fecha de emisión |
| --------- | --------- | ---------------------- | ------------ | ---------------- |
| 36        | 1         | Terrorismo             | #LocoMundo36 | 12/09/2017       |
| 37        | 2         | Medicinas alternativas | #LocoMundo37 | 19/09/2017       |
| 38        | 3         | Porno                  | #LocoMundo38 | 26/09/2017       |
| 39        | 4         | Youtubers              | #LocoMundo39 | 03/10/2017       |
| 40        | 5         | Guerra                 | #LocoMundo40 | 10/10/2017       |
| 41        | 6         | Basura                 |              | 17/10/2017       |
| 42        | 7         | Deep Web               |              | 24/10/2017       |
| 43        | 8         | Trabajo                |              | 31/10/2017       |
| 44        | 9         | Rusia                  |              | 07/11/2017       |
| 45        | 10        | Franquismo             |              | 14/11/2017       |
| 46        | 11        | Robots                 |              | 21/11/2017       |
| 47        | 12        | Aborto                 |              | 28/11/2017       |
| 48        | 13        | Constitución           |              | 05/12/2017       |
| 49        | 14        | Europa                 |              | 12/12/2017       |
| 50        | 15        | Last Christmas         |              | 19/12/2017       |

### Tercera temporada (2018)
| Lista de episodios emitidos | Lista de episodios emitidos | Lista de episodios emitidos | Lista de episodios emitidos     | Lista de episodios emitidos | Lista de episodios emitidos |
| #Total                      | #Temp.                      | Tema del programa           | Hashtag                         | Fecha de emisión            |                             |
| --------------------------- | --------------------------- | --------------------------- | ------------------------------- | --------------------------- | --------------------------- |
| 51                          | 1                           | Paraísos fiscales           | #LocoMundoTerrorismo            | 06/02/2018                  |                             |
| 52                          | 2                           | Estupidez                   | #LocoMundoMedicinasalternativas | 13/02/2018                  |                             |
| 53                          | 3                           | 23-F                        | #LocoMundo23-F                  | 20/02/2018                  |                             |
| 54                          | 4                           | Pobreza cool                | #LocoMundoPobrezaCool           | 27/02/2018                  |                             |
| 55                          | 5                           | Populismo                   | #LocoMundoPopulismo             | 06/03/2018                  |                             |
| 56                          | 6                           | Lo natural                  | #LocoMundoLoNatural             | 13/03/2018                  |                             |
| 57                          | 7                           | Turismo                     | #LocoMundoTurismo               | 20/03/2018                  |                             |
| 58                          | 8                           | Transgénicos                | #LocoMundoTransgénicos          | 03/04/2018                  |                             |
| 59                          | 9                           | Juego                       | #LocoMundoJuego                 | 10/04/2018                  |                             |
| 60                          | 10                          | Monarquía y república       | #LoocoMundoMonarquíayRepública  | 24/04/2018                  |                             |
| 61                          | 11                          | Pensiones                   | #LocoMundoPensiones             | 08/05/2018                  |                             |
| 62                          | 12                          | Belleza                     | #LocoMundoBelleza               | 15/05/2018                  |                             |
| 63                          | 13                          | Mayo del 68                 | #LocoMundoMayodel68             | 22/05/2018                  |                             |
| 64                          | 14                          | Refugiados                  | #LocoMundoRefugiados            | 29/05/2018                  |                             |
| 65                          | 15                          | Poscensura                  | #LocoMundoPoscensura            | 05/06/2018                  |                             |
| 66                          | 16                          | Feminismo                   | #LocoMundoFeminismo             | 12/06/2018                  |                             |
| 67                          | 17                          | Postureo                    | #LocoMundoPostureo              | 26/06/2018                  |                             |
| 68                          | 18                          | Orgullo LGTBI               | #LocoMundoOrgulloLGTBI          | 03/07/2018                  |                             |

### Cuarta temporada (2018 - 2019)
| N.º total | N.º temp. | Tema del programa   | Fecha de emisión |
| --------- | --------- | ------------------- | ---------------- |
| 69        | 1         | España              | 19/10/2018       |
| 70        | 2         | Vida extraterrestre | 23/10/2018       |
| 71        | 3         | La empresa          | 30/10/2018       |
| 72        | 4         | Movilidad           | 06/11/2018       |
| 73        | 5         | Prostitución        | 13/11/2018       |
| 74        | 6         | Conspiranoia        | 20/11/2018       |
| 75        | 7         | El dinero           | 27/11/2018       |
| 76        | 8         | Mascotas            | 04/12/2018       |
| 77        | 9         | Armas               | 11/12/2018       |
| 78        | 10        | La suerte           | 18/12/2018       |
| 79        | 11        | Consumismo          | 08/01/2019       |
| 80        | 12        | Deportes            | 15/01/2019       |
| 81        | 13        | Banderas            | 22/01/2019       |
| 82        | 14        | Moda                | 29/01/2019       |
| 83        | 15        | Energía nuclear     | 05/02/2019       |
| 84        | 16        | Amor                | 12/02/2019       |
| 85        | 17        | Arte                | 19/02/2019       |
| 86        | 18        | Gibraltar           | 26/02/2019       |
| 87        | 19        | Salud               | 05/03/2019       |
| 88        | 20        | Racismo             | 12/03/2019       |
| 89        | 21        | Familia             | 19/03/2019       |
| 90        | 22        | Guerra civil        | 26/03/2019       |
| 91        | 23        | Apocalipsis         | 02/04/2019       |
| 92        | 24        | La caza             | 09/04/2019       |
| 93        | 25        | Elecciones          | 23/04/2019       |
| 94        | 26        | Carrera espacial    | 30/04/2019       |
| 95        | 27        | Lo rural            | 07/05/2019       |
| 96        | 28        | Moderación          |                  |
| 97        | 29        | Juventud            |                  |
| 98        | 30        | El ejército         |                  |
| 99        | 31        | La tele ha muerto   |                  |
| 100       | 32        | La inmortalidad     |                  |
| 101       | 33        | Educación           |                  |
| 102       | 34        | Océanos             |                  |
| 103       | 35        | Brexit              |                  |
| 104       | 36        | Nuevas adicciones   |                  |
| 105       | 37        | Farmacéuticas       |                  |
| 106       | 38        | La transición       |                  |

### Quinta temporada (2020 - 2021)
| N.º total | N.º temp. | Tema del programa            | Fecha de emisión |
| --------- | --------- | ---------------------------- | ---------------- |
| 107       | 1         | Partidos políticos           | 04/02/2020       |
| 108       | 2         | La felicidad                 |                  |
| 109       | 3         | Los premios                  |                  |
| 110       | 4         | La cárcel                    |                  |
| 111       | 5         | El miedo                     |                  |
| 112       | 6         | Espionaje                    |                  |
| 113       | 7         | Nueva alimentación           |                  |
| 114       | 8         | El estado de bienestar       |                  |
| 115       | 9         | LocoMundo Indoor: Pandemias  |                  |
| 116       | 10        | LocoMundo Indoor: Hobbies    |                  |
| 117       | 11        | LocoMundo Indoor: El rock    |                  |
| 118       | 12        | LocoMundo Indoor: El cerebro |                  |
| 119       | 13        | LocoMundo Indoor: Los polos  |                  |
| 120       | 14        | LocoMundo Indoor: Lo friki   |                  |
| 121       | 15        | El tabaco                    | 27/5/2020        |
| 122       | 16        | Discapacidad                 |                  |
| 123       | 17        | El futuro                    |                  |
| 124       | 18        | La mafia                     |                  |
| 125       | 19        | Los impuestos                |                  |
| 126       | 20        | Fiestas populares            |                  |
| 127       | 21        | La OMS                       |                  |
| 128       | 22        | Incendios forestales         |                  |
| 129       | 23        | Negacionismo                 |                  |
| 130       | 24        | La vejez                     |                  |
| 131       | 25        | Lo cañí                      |                  |
| 132       | 26        | Distancia social             |                  |
| 133       | 27        | Elecciones USA               |                  |
| 134       | 28        | Marte                        |                  |
| 135       | 29        | Okupas                       |                  |
| 136       | 30        | Autonomías                   |                  |
| 137       | 31        | Las sectas                   |                  |
| 138       | 32        | Seguridad privada            |                  |
| 139       | 33        | El alcohol                   |                  |
| 140       | 34        | Fronteras                    |                  |
| 141       | 35        | Agenda 2030                  |                  |

### Sexta temporada (2021)
| N.º total | N.º temp. | Tema del programa      | Fecha de emisión |
| --------- | --------- | ---------------------- | ---------------- |
| 142       | 1         | Fenómenos paranormales |                  |
| 143       | 2         | I + D                  |                  |
| 144       | 3         | La infancia            |                  |
| 145       | 4         | Sáhara Occidental      |                  |
| 146       | 5         | El cine                |                  |
| 147       | 6         | Separación de poderes  |                  |
| 148       | 7         | Utopías                |                  |
| 149       | 8         | El agua                |                  |
| 150       | 9         | Los fans               |                  |
| 151       | 10        | Economía circular      |                  |
| 152       | 11        | El circo               |                  |
| 153       | 12        | El lenguaje            |                  |
| 154       | 13        | Ciencia ficción        |                  |
| 155       | 14        | La impunidad           |                  |
| 156       | 15        | El odio                |                  |
| 157       | 16        | Las subvenciones       |                  |
| 158       | 17        | Salud mental           |                  |
| 159       | 18        | El patrimonio          |                  |
| 160       | 19        | Despedidas             | 08/06/2021       |